# Hokkaido (Hunderasse)
Der Hokkaido (jap. 北海道犬, Hokkaidō inu/ken) bzw. Ainu (アイヌ犬, Ainu inu/ken) ist eine von der FCI anerkannte japanische Hunderasse (FCI-Gruppe 5, Sektion 5, Standard Nr. 261).

## Herkunft und Geschichtliches
Man nimmt an, diese Rasse stamme von mittelgroßen japanischen Hunden ab, welche in der Kamakura-Zeit Auswanderer von Honshū nach Hokkaidō begleitet haben; zu dieser Zeit nämlich entwickelte sich der Verkehr zwischen Hokkaido und dem Distrikt Tohoku sehr stark. Außer mit dem Namen ihres Herkunftgebiets Hokkaido, den die Rasse seit 1937 trägt, wird sie auch mit dem Namen Ainu-ken bezeichnet. Die Ainu, die Ureinwohner von Hokkaido, züchteten diese Hunde zur Jagd auf Bären und anderes Wild. Die robuste Natur des Hokkaido befähigt ihn, eisige Kälte und dichten Schneefall zu ertragen. Er reagiert situationsgerecht und ist sehr widerstandsfähig.

## Naturschutz
Die Rasse wurde 1937 zu einem „Denkmal der Natur“ erklärt.

## Beschreibung
Mittelgroßer, ebenmäßig proportionierter, kräftig gebauter Hund mit robustem Knochenbau und ausgesprochenem Geschlechtsgepräge. Die Muskeln sind stark entwickelt und äußerst sauber in den Linien. Sein Gangwerk ist flink, lebhaft, leichtfüßig, elastisch und extrem leise.
Das Haarkleid ist hart und gerade, die Unterwolle ist weich und dicht. An der Rute ist es relativ lang und geringelt. Die Farbe des Fells reicht von sesam (rot-falbfarbene Haare mit schwarzen Spitzen), gestromt, rot, schwarz, schwarzloh bis weiß. Die Ohren sind spitzähnlich, klein, dreieckig, leicht nach vorne geneigt und straff aufrecht getragen.

## Wesen
Bemerkenswert ausdauernd, von natürlicher Wesensart und vornehm in seinem Verhalten. Im Temperament treu, fügsam, sehr aufgeweckt und mutig. Dient nur einer Person.
Wegen seiner Tendenz zur Aggressivität gehört der Hokkaido-Inu nur in die Hände von sehr erfahrenen Hundehaltern.

## Verwendung
Personenschutzhund mit äußerst effektiven Jagdeigenschaften.

## Zucht
Der Hokkaido wird derzeit in Deutschland im VDH nicht mehr gezüchtet.